# Esgrima en los Juegos Olímpicos de Tokio 2020
El torneo de esgrima en los Juegos Olímpicos de Tokio 2020 se realizó en el Pabellón B del Makuhari Messe, ubicado en la ciudad de Chiba, del 24 de julio al 1 de agosto de 2021.
En total fueron disputadas en este deporte 12 pruebas diferentes, 6 masculinas y 6 femeninas. El programa de competiciones se modificó en relación con la edición anterior, las seis pruebas por equipos fueron realizadas, y no como en las últimas ediciones que una prueba por equipos de cada género no era incluida.

## Medallistas

### Masculino
| Evento                            | Oro                                                                       | Plata                                                                        | Bronce                                                                             |
| --------------------------------- | ------------------------------------------------------------------------- | ---------------------------------------------------------------------------- | ---------------------------------------------------------------------------------- |
| Florete individual (26 de julio)  | Cheung Ka Long · Hong Kong                                                | Daniele Garozzo · Italia                                                     | Alexander Choupenitch · República Checa                                            |
| Florete por equipos (1 de agosto) | Erwann Le Péchoux · Enzo Lefort · Julien Mertine · Maxime Pauty · Francia | Timur Safin · Kiril Borodachov · Anton Borodachov · Vladislav Mylnikov · ROC | Race Imboden · Nick Itkin · Alexander Massialas · Gerek Meinhardt · Estados Unidos |
| Espada individual (25 de julio)   | Romain Cannone · Francia                                                  | Gergely Siklósi · Hungría                                                    | Ihor Reizlin · Ucrania                                                             |
| Espada por equipos (30 de julio)  | Koki Kano · Kazuyasu Minobe · Masaru Yamada · Satoru Uyama · Japón        | Serguei Bida · Serguei Jodos · Pavel Sujov · Nikita Glazkov · ROC            | Park Sang-Young · Ma Se-Geon · Song Jae-Ho · Kweon Young-Jun · Corea del Sur       |
| Sable individual (24 de julio)    | Áron Szilágyi · Hungría                                                   | Luigi Samele · Italia                                                        | Kim Jung-Hwan · Corea del Sur                                                      |
| Sable por equipos (28 de julio)   | Gu Bon-Gil · Kim Jun-Ho · Kim Jung-Hwan · Oh Sang-Uk · Corea del Sur      | Enrico Berrè · Luca Curatoli · Aldo Montano · Luigi Samele · Italia          | Tamás Decsi · Csanád Gémesi · András Szatmári · Áron Szilágyi · Hungría            |

### Femenino
| Evento                            | Oro                                                                                        | Plata                                                                       | Bronce                                                                              |
| --------------------------------- | ------------------------------------------------------------------------------------------ | --------------------------------------------------------------------------- | ----------------------------------------------------------------------------------- |
| Florete individual (25 de julio)  | Lee Kiefer · Estados Unidos                                                                | Inna Deriglazova · ROC                                                      | Larisa Korobeinikova · ROC                                                          |
| Florete por equipos (29 de julio) | Inna Deriglazova · Larisa Korobeinikova · Marta Martianova · Adelina Zaguidulina (R) · ROC | Anita Blaze · Pauline Ranvier · Ysaora Thibus · Astrid Guyart (R) · Francia | Martina Batini · Arianna Errigo · Alice Volpi · Erica Cipressa (R) · Italia         |
| Espada individual (24 de julio)   | Sun Yiwen · República Popular China                                                        | Ana Maria Popescu · Rumania                                                 | Katrina Lehis · Estonia                                                             |
| Espada por equipos (27 de julio)  | Julia Beljajeva · Erika Kirpu · Katrina Lehis · Irina Embrich · Estonia                    | Choi In-Jeong · Kang Young-Mi · Song Se-Ra · Lee Hye-In (R) · Corea del Sur | Rossella Fiamingo · Federica Isola · Mara Navarria · Alberta Santuccio (R) · Italia |
| Sable individual (26 de julio)    | Sofia Pozdniakova · ROC                                                                    | Sofia Velikaya · ROC                                                        | Manon Brunet · Francia                                                              |
| Sable por equipos (31 de julio)   | Olga Nikitina · Sofia Pozdniakova · Sofia Velikaya · ROC                                   | Sara Balzer · Cécilia Berder · Manon Brunet · Charlotte Lembach · Francia   | Choi Soo-Yeon · Kim Ji-Yeon · Seo Ji-Yeon · Yoon Ji-Su · Corea del Sur              |

## Medallero
| Núm. | País                    | Oro | Plata | Bronce | Total |
| ---- | ----------------------- | --- | ----- | ------ | ----- |
| 1    | ROC                     | 3   | 4     | 1      | 8     |
| 2    | Francia                 | 2   | 2     | 1      | 5     |
| 3    | Corea del Sur           | 1   | 1     | 3      | 5     |
| 4    | Hungría                 | 1   | 1     | 1      | 3     |
| 5    | Estados Unidos          | 1   | 0     | 1      | 2     |
| 5    | Estonia                 | 1   | 0     | 1      | 2     |
| 7    | República Popular China | 1   | 0     | 0      | 1     |
| 7    | Hong Kong               | 1   | 0     | 0      | 1     |
| 7    | Japón                   | 1   | 0     | 0      | 1     |
| 10   | Italia                  | 0   | 3     | 2      | 5     |
| 11   | Rumania                 | 0   | 1     | 0      | 1     |
| 12   | República Checa         | 0   | 0     | 1      | 1     |
| 12   | Ucrania                 | 0   | 0     | 1      | 1     |
|      | TOTAL                   | 12  | 12    | 12     | 36    |